# Alberto Nisman
Natalio Alberto Nisman (Buenos Aires, 5 de dezembro de 1963 - Buenos Aires, 18 de janeiro de 2015) foi um procurador federal argentino, conhecido por investigar o atentado na Associação Mutual Israelita Argentina, em Buenos Aires, que matou 85 pessoas. Este ato foi o maior ataque terrorista da América Latina. Em 19 de janeiro de 2015, Nisman foi encontrado morto em sua casa.

## Biografia
Nascido em uma família judaica em Buenos Aires, Alberto Nisman começou sua carreira como procurador em Morón, Buenos Aires. Ele era casado com Sandra Arroyo Salgado Julgar, e tinha duas filhas.
Ele trabalhou nas investigações do atentado terrorista à Associação Mutual Israelita Argentina (AMIA), ocorrido em 1994. Em 25 de outubro de 2006, Nisman acusou formalmente o governo do Irã de dirigir o ataque a AMIA e a milícia Hezbollah de executá-la. De acordo com a acusação, a Argentina tinha sido alvo de Irã após a decisão de Buenos Aires de suspender um contrato de transferência de tecnologia nuclear para Teerã. Em novembro de 2007, na sequência da acusação, a Interpol publicou os nomes de seis indivíduos oficialmente acusados no atentado terrorista e entraram na lista de procurados da Interpol:  Imad Fayez Moughnieh, Ali Fallahijan, Mohsen Rabbani, Ahmad Reza Asghari, Ahmad Vahidi e Mohsen Rezaee.
Nisman pediu, em 2008, a detenção do ex-presidente Carlos Menem e o juiz Juan José Galeano. A WikiLeaks revelou que diplomatas dos EUA consideraram que Nisman podia ter feito isso de forma a estar em situação regular com a presidente Cristina Fernández de Kirchner.
Nisman rejeitou, em 2013, memorando de entendimento assinado com o Irã para investigação do caso. Dois anos mais tarde, ele acusou a presidente Cristina Kirchner, o chanceler Héctor Timerman e outros políticos de encobrir os suspeitos iranianos no caso.

## Morte
Nisman vivia sob constantes ameaças contra a sua vida desde que começou sua investigação e em 19 de janeiro de 2015, foi assassinado em sua casa em Buenos Aires, poucas horas antes de apresentar suas conclusões ao Congresso.